# جرویس بی ویلج
جرویس بی ویلج (به انگلیسی: Jervis Bay Village) یک روستا در استرالیا است که در قلمروی خلیج جرویس واقع شده‌است.